# Baki
För andra betydelser, se Baki (olika betydelser).
Baki är en stad i regionen Awdal i det de facto självstyrande Somaliland i norra Somalia. Staden har omkring 21 000 invånare. 
Den är även huvudort i distriktet Baki, som är en bergig region i centrala Awdal. Distriktet har 75 000 invånare, mestadels jordbrukare och nomader. Befolkningen tillhör underklanerna Reer Nuur och Mahad Case av klanen Gadabursi.